# Crozier (mycologie)
Een crozier is een specifieke structuur die voorkomt in bepaalde schimmels, vooral in de groep van de ascomyceten (zakjeszwammen). Het is een soort haakvormige structuur die de basis vormt van de asci. Croziers lijken op en functioneren op een vergelijkbare manier als gespen op de dikaryotische hyfen van basidiomyceten (steeltjeszwammen). Bij de eerste vorming van de ascus helpt de crozier om de dikaryotische toestand van zowel de ascus zelf als van de zijtak die de voortplanting van de ascogene hyfen voortzet, te behouden.  Bij een groot aantal zakjeszwammen ontbreken croziers, daarom is de aan- of afwezigheid van croziers een belangrijk determinatiekenmerk.